# George Călinescu
George Călinescu (nato Visan; Bucarest, 19 giugno 1899 – Otopeni, 12 marzo 1965) è stato un critico letterario, storico, scrittore, giornalista e accademico romeno.
È considerato uno dei più importanti critici letterari romeni di tutti i tempi assieme a Titu Maiorescu e Eugen Lovinescu. Si è sempre firmato come G. Călinescu, come era la moda diffusa nel periodo interbellico.

## Biografia

### Infanzia e studi
Nato da Maria Vişan, venne educato dal ferroviere Constantin Călinescu e da sua moglie nella casa in cui sua madre lavorava come governante. La famiglia Călinescu, insieme alla domestica e al figlio George, si trasferì dapprima a Botosani, poi a Iaşi, dove nel 1906 Gheorghe Vişan venne iscritto alla scuola "Carlo I", accanto al Collegio Nazionale Costache Negruzzi. Nel 1907 venne definitivamente adottato dalla famiglia Călinescu e l'anno successivo si iscrisse al ginnasio "Gheorghe Şincai" della capitale.
Si laureò in lettere nel 1923 con una tesi sull'umanesimo di Carducci. Insegnò italiano in diverse scuole superiori a Bucarest e a Timișoara, poi, grazie a una borsa di studio di due anni, si recò all'Accademia romena di Roma, un'istituzione di diffusione della cultura rumena fondata dallo storico Vasile Pârvan, che fu uno dei suoi mentori assieme a Ramiro Ortiz.

### Gli anni in Italia
Nella capitale italiana iniziò a tradurre diverse opere in romeno, come il Decameron di Giovanni Boccaccio e Un uomo finito di Giovanni Papini, nonché a collaborare con la rivista Roma, il cui primo numero apparve nel gennaio 1921. Il suo primo libro venne scritto in italiano e fu pubblicato nel 1925 con il titolo Alcuni missionari cattolici italiani nella Moldavia nei secoli XVII e XVIII, un trattato su come il Vaticano facesse della Moldavia un mezzo per contrastare la riforma luterana. A quest'opera seguì la pubblicazione di 68 documenti scoperti durante le ricerche dell'Archivio apostolico vaticano.

### Il ritorno a Bucarest e la riscoperta della letteratura romena
Nel 1926 tornò a Bucarest, dove si unì al circolo letterario Sburătorul di Eugen Lovinescu. Nel 1929 sposa Alice Vera, figlia di alcuni piccoli proprietari di Bucarest. L'episodio molto divertente del primo incontro dei due futuri sposi è descritto in dettaglio nel romanzo Cartea nunții.
Nel 1927 diresse la rivista Sinteza in collaborazione con altri scrittori, e due numeri della sua rivista personale Capricorn nel 1930, la quale ebbe breve vita per via di un fallimento finanziario, ma gettò le basi della critica letteraria rumena. A partire dal 1931 scrisse per la rivista Viața românească coordinata dal critico Garabet Ibrăileanu, mentre nel 1933 inaugurò la rubrica Cronica mizantropului ("Cronaca di un misantropo"), che diede il titolo all'omonimo saggio pubblicato in seguito.
Nel 1936 conseguì il dottorato in lettere all'Università Alexandru Ioan Cuza nel 1936 con una tesi su un manoscritto di Mihai Eminescu, scoperto e apprezzato per la prima volta nel mondo letterario grazie a Călinescu stesso. Divenne poi docente di letteratura rumena dapprima a Iaşi, poi all'Università di Bucarest. Collaborò con la prestigiosa Revista Fundațiilor Regale diretta da Alexandru Rosetti e Camil Petrescu fino al 1947, anno della fine della monarchia e della chiusura della rivista, indi passò alle riviste Gazeta literară e Contemporanul.

### La critica letteraria
Călinescu fu autore di studi fondamentali sui più importanti scrittori romeni come Mihai Eminescu, Ion Creangă, Nicolae Filimon e Grigore Alexandrescu. A partire dal 1945 pubblicò studi e saggi sulla letteratura universale come Impresii asupra literaturii spaniole e Scriitori străini, nonché si interessò al folclore rumeno e alla poetica delle fiabe, come testimoniato dall'opera Estetica basmului.

### L'attività di romanziere, poeta e drammaturgo
Călinescu scrisse romanzi di tipo balzachiano (con evidente intento polemico), oggettivi e in terza persona, definiti dorice da Nicolae Manolescu nell'opera Arca lui Noe. Di solito Călinescu iniziava i suoi romanzi con la descrizione dell'arredamento delle case in cui si svolgeva l'azione. Tra questi vi sono L'enigma di Otilia (Enigma Otiliei), che narra di un amore infelice, Cartea nunții basato sul matrimonio, Bietul Ioanide e Scrinul negru incentrati sulla figura dell'intellettuale e ambientati nel periodo interbellico.
Scrisse anche versi come Lauda lucrurilor, opere teatrali (Șun, mit mongol), e appunti di viaggio.

### Attività civica e politica dopo il 1947
Di idee di sinistra, viaggiò in Unione Sovietica e nella Cina comunista, esperienze che raccolse in due volumi. Nel 1946 fu eletto deputato al parlamento rumeno nel distretto di Botoşani e venne rieletto in tutte le assemblee legislative fino alla sua morte.
Nel novembre 1964 fu ricoverato in ospedale per cirrosi epatica all'ospedale di Otopeni. Morì nel marzo del 1965.

## Opere

### Studi scritti in altre lingue
- Alcuni missionari cattolici italiani nella Moldavia nei secoli XVII e XVIII (1925)

### Studi di estetica e letteratura universale
- Principii de estetică (1939)
- Impresii asupra literaturii spaniole (1946)
- Sensul clasicismului (1946)
- Studii și conferințe (1956)
- Scriitori străini (1967)
- Ulysse (1967)

### Poesia
- Poezii (1937)
- Lauda lucrurilor (1963)
- Lauda zapezii (1965)

### Teatro
- Șun, mit mongol sau Calea netulburată (1943)[6]
- Ludovic al XIX-lea (1964)
- Teatru (1965)

### Prosa
- Cartea nunții (1933)
- Enigma Otiliei (1938) (inițial Părinții Otiliei)
- Trei nuvele (1949)
- Bietul Ioanide (1953)
- Scrinul negru (1965)

### Storia e critica letteraria
- Viața lui Mihai Eminescu (1932)
- Opera lui Mihai Eminescu (1934)
- Viața lui Ion Creangă (1938)
- Istoria literaturii române de la origini până în prezent (1941)
- Istoria literaturii române. Compendiu (1945)
- Universul poeziei (1947)
- Nicolae Filimon (1955)
- Gr. M. Alecsandrescu (1955)
- Ion Creangă (Viața și opera) (1964)
- Vasile Alecsandri (1965)

### Publicistica
- Cronicile optimistului (1964)
- Ulysse (1967)